# Àlvar VI del Congo
Álvaro VI Afonso del Congo o Nimi a Lukeni a Nzenze a Ntumba (en kikongo) fou Manikongo del regne del Congo de 1636 a 1641.

## Biografia
Descendent per línia materna d'Ana Ntumba, la tercera filla del rei Afonso I. Va ser Duc de Mbemba en 1634.
Va accedir al títol de manikongo el 27 d'agost de 1636 després de la mort del seu cosí Àlvar V del Congo, descendent aquest d'Isabel Lukeni, la segona filla del rei Afonso I. Va abandonar en 1637 i durant sis anys la regió de Makuta, en mans del comte Paulo de Soyo.
En 1640, la «Propaganda Fide» va adjudicar la missió cristiana al país als caputxins, a petició del rei, que buscava així limitar les ambicions portugueses a la regió. En agost de 1641, Luanda és presa pels holandesos, per la qual cosa l'arribada dels religiosos no es produirà fins a 1645.
Álvaro VI Afonso va morir el 22 de gener o febrer de 1641 i fou succeït per Garcia II del Congo.